# 후한 헌제

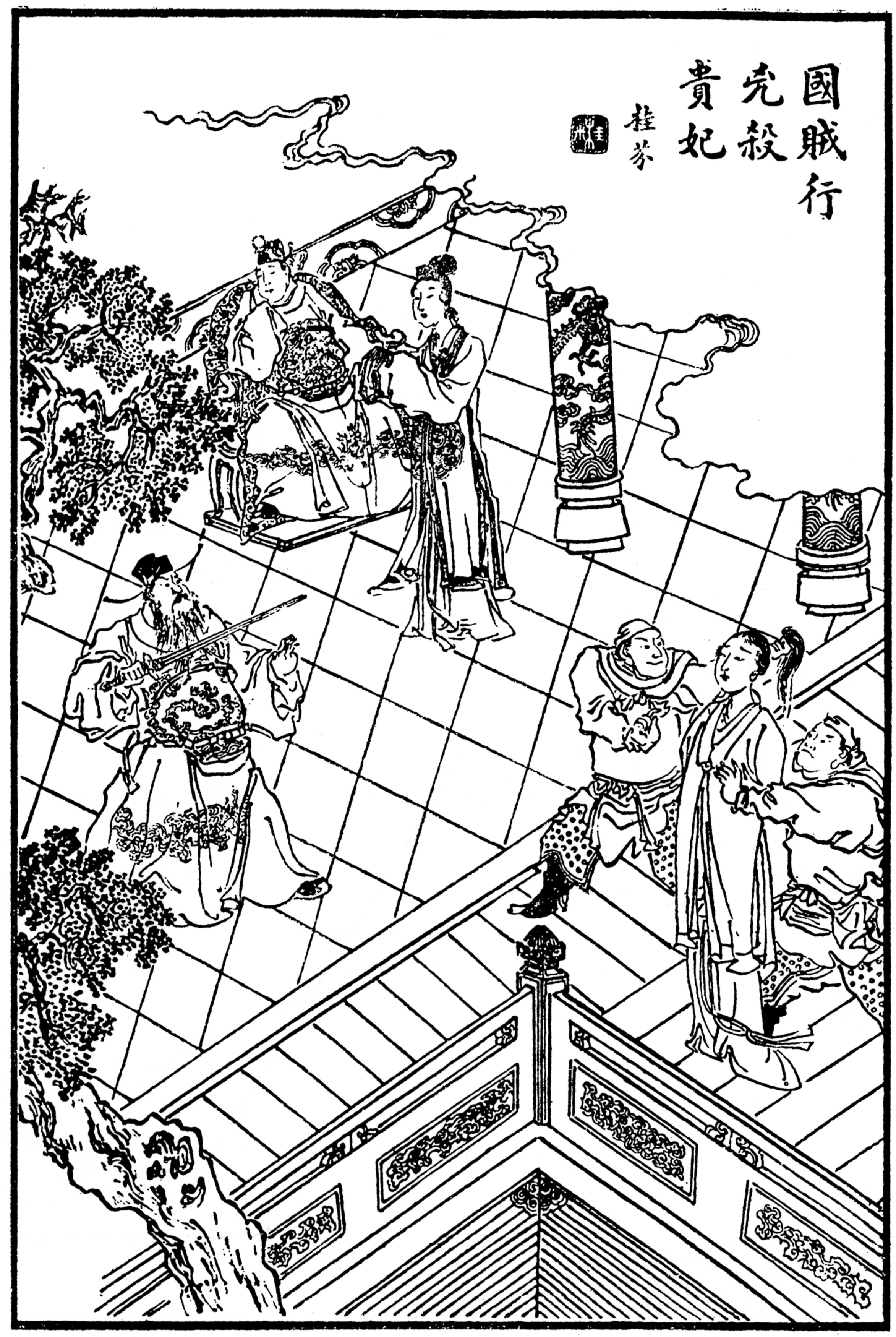

한 효헌황제 유협(漢 孝獻皇帝 劉協, 181년 ~ 234년)은 후한의 제14대이자 마지막 황제로, 자는 백화(伯和)이다. 선양 이후 작위는 산양공(山陽公)이다.
휘는 부친 영제와 모습이 닮았기 때문에 지은 것이다.

## 생애

### 황제 즉위까지
유협은 영제의 차남으로, 생모는 하태후에게 살해당한 왕미인이다. 189년 음력 4월, 그의 형 유변 소제(少帝)가 즉위하자, 유협은 발해왕(勃海王)을 거쳐 진류왕(陳留王)에 봉해졌다. 어렸을 때부터 똑똑하다는 주위의 평가를 받았다. 십상시(十常侍)의 난에 형 소제와 같이 궁을 떠나 몸을 잠시 피했었다. 서량의 군벌 동탁(董卓)이 변란의 자초지종을 듣기 위해 소제와 이야기했으나 그가 알아듣지 못해 다시 진류왕에게 묻자 진류왕이 자세히 설명해 주었다. 동탁은 진류왕을 키운 것이 자신과 성씨가 같은 동태후인 것을 알고 소제를 폐위시키고 진류왕을 황제로 세울 것을 마음먹었다. 낙양(洛陽)에 입성한 동탁이 소제를 폐하고 진류왕을 임금으로 세우니 그때 헌제의 나이가 불과 9세였다. 연호를 초평(初平)이라 하였다. 동탁이 정치·군사적 실권을 이미 장악한 상황이었기에 쉽게 제어할 수 있고 뚜렷한 정치적 기반이 없는 헌제를 허수아비로 세운 것이었다. 이에 각지의 제후들이 모여 반동탁 연합군을 결성했는데, 동탁은 도읍 낙양을 불태우고 장안(長安)으로 천도하였다. 동탁이 장안 주변에 자신을 위한 화려한 궁을 짓고 부귀영화를 누릴 때, 헌제는 그저 상국 동탁의 눈치를 살필 수밖에 없었다. 한편 연합군은 맹주 원소를 필두로 하여 헌제를 괴뢰 군주로 규정하고 유주목 유우를 황제로써 추대하고자 했다. 비록 이는 유우의 완강한 거절로 무산되었으나, 이미 원소 등에 의해 황실의 무능함이 낱낱이 성토되었으므로 헌제의 권위는 바닥으로 떨어졌다. 이에 각지의 제후들은 황제를 무시하고 제각기 실력 행사를 통해 영토를 지배하기 시작했으니, 이것이 바로 군웅할거의 시작이다.

### 동탁의 죽음과 이각과 곽사의 난
192년에 동탁이 여포와 왕윤(王允)에 의해 암살되자 헌제는 동탁의 독재에서 벗어나게 되었다.
동탁이 죽자 동탁의 부하였던 이각(李傕), 곽사(郭汜), 장제(張濟), 번조(樊稠)도 양주로 뿔뿔히 흩어졌다. 그곳에서 동탁의 부하들은 왕윤에게 사면 받기를 요구하나, 대사면령이 이미 내려졌음에도 불구하고 왕윤은 이 네명의 전-동탁부하에게는 특별히 사면을 해주지 않는다. 이에 분노한 그들은 가후(賈詡)의 조언을 받아들여 수도인 장안으로 쳐 들어간다. 이들은 여포, 왕윤, 이숙(李肅)을 격파하고 헌제가 있던 장안을 함락시키게 되니, 여포는 달아나고 왕윤은 죽었다. 헌제는 이때부터 이각과 곽사의 손아귀안의 신세가 됐다.
194년에는 마등(馬騰)과 한수(韓遂) 그리고 유언(劉焉)이 군대를 이끌고 장안으로 쳐 들어와 이각과 곽사를 무찔러 헌제를 구출하려 하였지만, 군량미 부족으로 물러났다.

### 낙양으로 천도
195년 2월에는 이각과 곽사가 권력을 두고 서로 전쟁을 하게 되었는데 이 전쟁이 점점 격렬해지고 나중에는 이각이 황제를 수레에 태워 자기 진영으로 끌고가 버렸다. 이렇게 되자 더더욱 이각과 곽사 사이의 전쟁은 격해지고 장안은 더더욱 황폐해진다. 이것을 참고보지 못한 또다른 동탁 부하인 장제가 자신의 군대를 이끌고 와서, 이각과 곽사에게 강제적으로 타협하게 만든다. 장제의 중재로 이각과 곽사는 더 이상 싸우지 않게 된다. 장제는 황제를 만나서 자신의 고향이었던 홍농(弘農)으로 수도를 옮기는 것을 건의하고, 황제는 이를 받아들인다.
그리하여 195년 8월, 황제의 수레는 동쪽으로 떠나고 곽사(郭汜)와 양정(楊定), 양봉(楊奉), 동승(董承)이 협력하여 황제의 수레를 호위하였다. 그 후 약 1년동안 헌제는 극도의 궁핍과 기아 그리고 이각과 곽사의 추격 속에서 생활하였을 뿐더러 때론 한겨울 한밤중에 황하를 건너기도 하였다.
11월 20일, 황제의 수레를 호위하던 곽사는 부하인 오습(伍習)을 시켜 황제 주둔지에 불을 지르고 황제를 자기 진영으로 데려 가려고 하였으나, 양정과 양봉이 곽사의 군대를 격퇴하였다. 패배한 곽사는 이때부터 이각과 합세하여 황제의 수레를 추격했다.
헌제는 목적지인 홍농에 도착하였지만, 이각과 곽사의 공격으로 인하여 홍농을 버리고 계속해서 동쪽으로 나아갔다.196년의 1월에는 황하 건너인 안읍(安邑)에서 건안(建安)으로 개원(改元)하였고, 이 건안은 220년에 헌제가 강압적으로 물러날때까지 약 26년간 사용되었다.
헌제가 장안에서 탈출한 이후 그를 모신 사람은 양봉, 동승, 장양(張楊), 그리고 산적이기도 했던 한섬(韓暹), 이락(李樂), 호재(胡才) 등이다.
196년 정월에는 황제를 모시는 사람들 사이에 권력 투쟁을 위한 분열이 일어났고. 한섬은 동승을 공격했다. 이에 놀란 동승은 달아나 장양에게 의지하기도 했다.
196년 봄에는 안읍을 떠나 낙양으로 나아갔다.
장안을 탈출한지 1년 정도 지난 196년 가을에 낙양에 도달했다. 이때 한섬의 세력이 커지는 것을 두려워한 동승은 이를 견제하지 위하여 연주에 있던 조조를 불러들인다.
이때 조조는 연주(兗州)에서 황건적 그리고 백성과 타협하여 얻은 청주병(靑州兵)을 보유하고 있었고, 또한 복양 전투(濮陽戰鬪)에서 여포를 크게 무찔러서 강한 군벌로 성장해 있었다. 바야흐로 조조가 낙양에 와서 헌제를 보호하게 되자, 양봉과 한섬의 처지는 애매해지게 되었을 뿐더러 그동안 황제를 추격해 왔던 이각과 곽사도 이제는 한낱 도적떼에 지나지 않게 됐다.
조조가 헌제를 자신의 본거지인 허창으로 데려가려고 하자, 양봉과 조조의 갈등은 무력투쟁으로 발전했다. 이에 맞서 조조의 기습을 받은 양봉과 한섬은 패하였고 양봉의 부하인 서황(徐晃)이 조조에게 투항했으며, 이에 양봉과 한섬은 원술에게 도망간다.

### 조조의 헌제 보호
196년 가을에 조조가 군대를 이끌고 낙양에 가 헌제를 맞이하니, 이때부터 헌제는 조조의 보호를 받는 처지가 되었다. 한편 원소의 부하인 저수(沮授)가 당시 중국에서 가장 강한 군벌로 성장한 원소(袁紹)에게 헌제를 모실 것을 원소에게 조언하였으나, 헌제가 동탁 덕분에 황제에 올랐다는 것 때문에 원소는 헌제의 정통성을 인정하지 않았고 헌제를 맞이하지도 않았다. 하지만 한편에는 헌제가 조조에게 보호받는 처지가 되자 헌제를 맞이하지 않은 것을 후회했다고 한다.
원소와 마찬가지로 조조에게도 역시 헌제는 충성의 대상이 아니라 권력을 위한 수단과 명분에 불과하였다. 조조가 헌제를 확실하게 휘어잡게 되자, 조조는 장양의 부하였던 동소(董昭)의 조언을 받아들여 도읍을 자신의 근거지와 가까운 허(許)로 옮기어 궁을 짓고 허도(許都)로 이름을 고쳤다. 이때부터 헌제는 조조와 그 무리들에게 둘려쌓여 황제의 권한을 행사할 수 없었고, 조조의 요청이 있으면 재가만 해주는 신세가 되었다. 삼국지연의에서는 유비가 여포에게 패해 조조에게 의지하러 허도에 왔을 때 그가 전한 황실의 핏줄임을 알고 유황숙(劉皇叔)이라 불렀다고도 한다. 헌제와 유비는 조상이 전한 경제의 아들들이다. 헌제는 경제의 아들인 정발왕의 후손이고 유비는 경제의 일곱 번째 아들인 중산정왕 유승의 후손이다.
날로 강해지는 조조의 세력을 견제하고 황권을 강화하기 위한 목적으로 200년 정월에 헌제는 동승에게 조조를 죽이라는 밀서를 내리지만, 결국 조조에게 발각되어 동승을 비롯한 무리는 죽고 헌제의 입지는 더욱 좁아진다.(이 과정에 유비와 마등의 세력이 살아남는다.) 한편 원소는 하북을 통일한 뒤 조조를 치기 위해 남진하지만, 조조군은 관도에서 원소군을 격파했다. 유명한 관도대전이후 조조는 원소가 병으로 죽고 후계자 문제로 인한 분쟁이 일어난 틈을 타 하북을 장악하고 승상의 지위에까지 오르지만, 적벽대전에서 패해 천하통일의 기회를 나중으로 미루게된다.
이후에도 헌제는 조조의 감시 속에서 지내게 되었다. 복완의 무리가 조조의 제거를 위하여 계획을 꾸미나, 이마저 조조에게 들통나 복완 뿐만 아니라 복황후와 아들마저 조조의 손에 죽게 된다.

### 헌제의 선양과 죽음
위왕 조조가 살아있을 때는 제위를 유지하였지만, 조조가 죽고 아들 조비대에 이르러 조비의 신하들이 헌제에게 제위의 선양을 강요한다. 강요를 감당할 수 없는 헌제는 조비에게 제위를 물려주려 하는데, 조비는 고사를 본받아 짐짓 선양을 거부하다가 이내 수락한다. 220년, 결국 수선대에서 선양식이 거행되고 400년의 오랜 역사를 자랑한 한 황조는 이로써 완전히 멸망한다. 헌제는 선양한 이후 산양공으로 격하되었다. 폐위된 후 유비는 그가 죽은 것으로 오해하여 제사 지내고 시호를 효민황제(孝愍皇帝)라 하였다. 삼국지 연의에서는 조비가 선양을 받자마자 자객을 보내 헌제를 암살한다고 기술되어 있지만 실제로는 천수를 누리다 제갈량과 같은 해에 죽었다. 조비는 헌제 유협에게 황제 시절의 복식을 그대로 유지하도록 허락했으며 선제로 대우했다. 이에 헌제 유협은 정치에는 관여할 수 없었지만 남은 인생은 편안하게 보냈다.
하지만 유비는 조비가 황제에 즉위했다는 소식을 듣자 한 황조의 멸망을 부정하고 촉한을 건국해서 황제에 올라 후한의 유지를 계승했다.
234년 헌제가 사망했는데, 공교롭게도 제갈량과 생몰년이 일치한다.

## 친족 관계
- 할머니: 동태후(董太后)
- 부황 : 제12대 영제 유굉
  - 이복형 : 제13대 소제 유변
- 모후: 영회황후 왕씨(靈懷皇后 王氏)
- 황후 : 폐황후 복씨(廢皇后 伏氏), 복수 - 195년 5월 20일 헌제가 장안에서 낙양으로 옮겨오기 직전이던 시절에 황후가 되었다(그당시 헌제 나이 14살). 그 후 거의 20년이 지나, 214년에 조조를 암살하려 한 것이 들통나 조조에게 살해되었다. (복황후가 살해된 이후, 조조의 딸이 황후가 된다)
  - 복황후의 두 아들은 조조에게 살해(독살)됨.
- 황후 : 헌목황후 조씨(獻穆皇后 曹氏), 조절 - 조조의 딸
- 후궁 : 귀인 조씨(貴人 曹氏), 조헌
- 후궁 : 귀인 조씨(貴人 曹氏), 조화
- 후궁 : 귀인 동씨(貴人 董氏) - 동승의 딸; 조조를 암살하려 한 동승의 음모가 발칵되어 동승과 함께 조조에 의해 살해됨.
- 후궁 : 귀인 송씨(貴人 宋氏)
- 자식 : 전원 생모 미상.
  - 장남 : 남양왕 유풍, 200년에 요절
  - 산양왕 유의
  - 제음왕 유희
  - 제북왕 유막
  - 동해왕 유돈
  - 장녀 : 위나라 문제 조비의 귀인이 됨.
  - 차녀 : 위나라 문제 조비의 귀인이 됨.
  - 3녀 : 장락공주 유만(長樂公主 劉曼)
  - 손자 : 유강(劉康) - 부친 미상(유협의 네 아들들 중 한 명으로 추측된다). 산양공(山陽公) 51년 재위, 태강(太康) 6년 (285년) 사망

## 기년
| 헌제        | 원년                           | 2년                  | 3년        | 4년        | 5년        | 6년             | 7년        | 8년             | 9년        | 10년       |
| ----------- | ------------------------------ | -------------------- | ---------- | ---------- | ---------- | --------------- | ---------- | --------------- | ---------- | ---------- |
| 서력 (西曆) | 189년                          | 190년                | 191년      | 192년      | 193년      | 194년           | 195년      | 196년           | 197년      | 198년      |
| 간지 (干支) | 기사(己巳)                     | 경오(庚午)           | 신미(辛未) | 임신(壬申) | 계유(癸酉) | 갑술(甲戌)      | 을해(乙亥) | 병자(丙子)      | 정축(丁丑) | 무인(戊寅) |
| 연호 (年號) | 영한(永漢) 원년 중평(中平) 6년 | 초평(初平) 원년      | 2년        | 3년        | 4년        | 흥평(興平) 원년 | 2년        | 건안(建安) 원년 | 2년        | 3년        |
| 헌제        | 11년                           | 12년                 | 13년       | 14년       | 15년       | 16년            | 17년       | 18년            | 19년       | 20년       |
| 서력 (西曆) | 199년                          | 200년                | 201년      | 202년      | 203년      | 204년           | 205년      | 206년           | 207년      | 208년      |
| 간지 (干支) | 기묘(己卯)                     | 경진(庚辰)           | 신사(辛巳) | 임오(壬午) | 계미(癸未) | 갑신(甲申)      | 을유(乙酉) | 병술(丙戌)      | 정해(丁亥) | 무자(戊子) |
| 연호 (年號) | 4년                            | 5년                  | 6년        | 7년        | 8년        | 9년             | 10년       | 11년            | 12년       | 13년       |
| 헌제        | 21년                           | 22년                 | 23년       | 24년       | 25년       | 26년            | 27년       | 28년            | 29년       | 30년       |
| 서력 (西曆) | 209년                          | 210년                | 211년      | 212년      | 213년      | 214년           | 215년      | 216년           | 217년      | 218년      |
| 간지 (干支) | 기축(己丑)                     | 경인(庚寅)           | 신묘(辛卯) | 임진(壬辰) | 계사(癸巳) | 갑오(甲午)      | 을미(乙未) | 병신(丙申)      | 정유(丁酉) | 무술(戊戌) |
| 연호 (年號) | 14년                           | 15년                 | 16년       | 17년       | 18년       | 19년            | 20년       | 21년            | 22년       | 23년       |
| 헌제        | 31년                           | 32년                 |            |            |            |                 |            |                 |            |            |
| 서력 (西曆) | 219년                          | 220년                |            |            |            |                 |            |                 |            |            |
| 간지 (干支) | 기해(己亥)                     | 경자(庚子)           |            |            |            |                 |            |                 |            |            |
| 연호 (年號) | 24년                           | 25년 연강(延康) 원년 |            |            |            |                 |            |                 |            |            |

## 같이 보기
- 삼국지 인물 목록

## 참고 문헌
- 범엽, 《후한서》(5세기), 〈제9권 효헌제기(孝獻帝紀)〉 (漢文本)

| 전임 유회 | 후한의 발해왕 189년 4월 ~ 189년 7월 |  |

| 전임 소제 유변 | 제14대 후한 황제 189년 9월 28일 ~ 220년 11월 25일 | 후임 소열제 유비 |

|  | 조위의 산양공 220년 11월 25일(음력 10월 13일) ~ 234년 4월 21일(음력 3월 6일) | 후임 유강 |